# Cerita
Cerita es el nombre de dos minerales de la división (silicatos) según la clasificación de Strunz, clase nesosilicatos. Debe su nombre al elemento cerio, componente importante del mineral. 
Fue descrito en 1803 de una ocurrencia en Bastnäs en Västmanland, Suecia. La especie ricas en lantano , cerita-(La) fue descrita por primera vez por una ocurrencia  en el macizo de Khibina, península de Kola, Rusia en 2002.

## Variedades y especies
Existen variaciones de este mineral en el cual parte del cerio es reemplazado por otros elementos, como por ejemplo la cerita-La o la cerita-Y, compuestos respectivamente por lantano e itrio respectivamente. Dejando aparte las variedades, la IMA acepta como válidas dos especies minerales distintas:
- Cerita-(Ce): (Ce,La,Ca)9(Mg,Fe3+)(SiO4)3(SiO3OH)4(OH)3
- Cerita-(La): (La,Ce,Ca)9(Fe,Ca,Mg)(SiO4)3(SiO3OH)4(OH)3

## Características químicas
El mineral tiene varias tonalidades que varían en función de su composición, pudiendo ser gris, marrón o rojo. Es ligeramente radiactivo debido a la frecuente presencia de trazas de torio y tiene una estructura cristalina romboédrica.

## Formación y yacimientos
Suele formarse en zonas donde aparecen minerales de tierras raras. La principal fuente de cerita se encuentra en Västmanland, Suecia.